# Anna Jurkiewicz
Anna Jurkiewicz (Oświęcim, 9 febbraio 1984) è un'ex pattinatrice artistica su ghiaccio polacca di figura, che gareggia nella specialità del singolo donne.

## Biografia
La carriera di Jurkiewicz è stata condizionata da alcuni infortuni, che l'hanno portata a lasciare il pattinaggio da giovane. Ha ricominciato ad allenarsi nel 2006 e a gareggiare nella stagione 2006-2007. Nel 2007 ha partecipato ai campionati nazionali polacchi, laureandosi campionessa nazionale.

## Risultati
GP: Grand Prix; JGP: Junior Grand Prix

### Carriera senior
| Internazionali            | Internazionali | Internazionali | Internazionali | Internazionali | Internazionali | Internazionali | Internazionali |
| Evento                    | 2002–03        | 2005–06        | 2006–07        | 2007–08        | 2008–09        | 2009–10        | 2010–11        |
| ------------------------- | -------------- | -------------- | -------------- | -------------- | -------------- | -------------- | -------------- |
| Giochi olimpici invernali |                |                |                |                |                | 30°            |                |
| Campionati mondiali       |                |                | 31°            | 34°            | 19°            |                |                |
| Campionati europei        |                |                | 22°            | 19°            |                |                |                |
| GP Trophée Eric Bompard   |                |                |                |                |                | 10°            |                |
| Cup of Nice               | 2°             |                | 14°            | 2°             |                |                | 9°             |
| Golden Spin               |                |                |                | 7°             |                |                |                |
| Schäfer Memorial          | 9°             |                | 10°            |                |                |                |                |
| Merano Cup                |                |                |                | 2°             |                |                |                |
| Nebelhorn Trophy          |                |                |                | 7°             |                |                |                |
| NRW Trophy                |                |                |                |                |                |                | 18°            |
| Nepela Memorial           |                |                |                | 6°             | 17°            |                | 4°             |
| Nazionali                 |                |                |                |                |                |                |                |
| Campionati polacchi       | 2°             |                | 1°             | 1°             | 1°             | 2°             | 1°             |

### Carriera junior
| Internazionali        | Internazionali | Internazionali | Internazionali | Internazionali | Internazionali | Internazionali | Internazionali |
| Evento                | 1995–96        | 1996–97        | 1997–98        | 1998–99        | 1999–00        | 2000–01        | 2001–02        |
| --------------------- | -------------- | -------------- | -------------- | -------------- | -------------- | -------------- | -------------- |
| Campionati mondiali   |                |                | 5°             | 25°            | 27°            | 31°            |                |
| JGP Finale            |                |                |                | 5°             |                |                |                |
| JGP Bulgaria          |                |                | 8°             |                |                |                |                |
| JGP Francia           |                |                |                | 2°             |                |                |                |
| JGP Germania          |                |                | 4°             | 2°             |                | 5°             |                |
| JGP Paesi Bassi       |                |                |                |                | 9°             |                |                |
| JGP Norvegia          |                |                |                |                | 11°            |                |                |
| JGP Polonia           |                |                |                |                |                | 1°             |                |
| Cup of Nice           |                |                |                |                |                |                | 13° J          |
| Gardena Spring Trophy |                |                | 1° J           |                |                |                |                |
| Grand Prize SNP       |                |                |                |                | 1° J           |                |                |
| EC, Warsaw            |                |                |                |                |                | 1° J           |                |
| PFSA Trophy           |                | 2° J           | 1° J           |                |                |                |                |
| Budapest Cup          | 3° J           |                |                |                |                |                |                |
| Nazionali             |                |                |                |                |                |                |                |
| Campionati polacchi   | 2° J           | 1° J           | 1° J           | 1° J           |                | 1° J           | 4°             |